# Масакра
«Масакра» (нем. Massaker, рус. резня) — белорусский художественный фильм 2010 года режиссёра Андрея Кудиненко.
Действие «Масакры» происходит на белорусских землях в 60-е годы XIX века, после жестокого подавления восстания Константина Калиновского 1863—1864 годов. За сценарную основу взята новелла «Локис» Проспера Мериме о медведе-оборотне и мотивы старобелорусских легенд.
Большая часть фильма снималась в дворцово-парковом комплексе Святополк-Четвертинских в посёлке Желудок (Щучинский район, Гродненская область).

## Сюжет
В 60-е годы XIX века в Белоруссии (в Северо-Западном крае Российской империи) жестоко подавлено Польское национальное восстание. Устанавливается атмосфера страха и скорби, родовые поместья переходят к новым владельцам.
В загадочное имение графа Владимира Пазуркевича, со своим слугой Гришкой, прибывает Николай Казанцев — молодой человек, намеревающийся учиться изобразительному искусству в Италии. Но не имея средств, он решается на авантюру: выгодно продать старинные книги. Представившись профессором, Казанцев делает вид, что изучает обширную библиотеку графа, параллельно успевает приударять за невестой Пазуркевича, красавицей Анной, испытывая к ней серьёзные чувства. Однако странные события, происходящие в имении, втягивают гостя в мистическую и жуткую историю и он становится свидетелем и участником трагедии, развернувшейся после приезда покупателя имения, генерала Белозерского и его весёлой свиты. Местные жители неспроста до смерти боятся графа и на их иконах Георгий Победоносец пронзает не змея, а медведя. Однако граф пытается оборвать вековую связь между землёй и звериной медвежьей сущностью своего рода. Любовь к соседке Анне приводит его к решению продать поместье и уехать вместе с ней из этих мест. Граф желает только одного — стать человеком, чтобы быть рядом с Анной.

## В ролях
- Дмитрий Миллер — Владимир Пазуркевич
- Андрей Назимов — Николай Казанцев
- Мария Курденевич — Анна
- Полина Сыркина — Верка
- Светлана Зеленковская — Островская
- Сергей Журавель — Островский
- Вячеслав Павлють — дворецкий
- Иван Мацкевич — Бухарин, охотник
- Александр Кашперов — генерал
- Сергей Власов — Гришка
- Олег Гарбуз — пан Сокол
- Алексей Сенчило — сын генерала
- Александр Молчанов
- Елена Одинцова — тётка Анны
- Оксана Лесная — графиня
- Александр Колбышев

## Съёмочная группа
- Режиссёр-постановщик: Андрей Кудиненко
- Автор сценария: Александр Качан
- Оператор-постановщик: Павел Зубрицкий
- Художник-постановщик: Артур Клинов

## Награды и номинации
- Фильм участвовал в конкурсной программе XVII Минского международного кинофестиваля «Лістапад»[1] (2010).
- На VIII Республиканском фестивале белорусских фильмов (2012) фильм «Масакра» был награждён «За лучшее звуковое решение», «За лучшую работу художника по костюмам» и «За лучшее музыкальное решение»[2].

## Интересные факты
«Масакра» — первый белорусский фильм ужасов. Режиссёр фильма Андрей Кудиненко относит его к новому жанру — «Бульба-хоррор». Однако, ранее ещё в советское время киностудией «Белорусьфильм» снимались фильмы в жанрах мистики и ужасов, например, «Дикая охота короля Стаха» (1979), «Ятринская ведьма» (1991).